# ピクニック (バンド)
ピクニック (ロシア語: Пикник)  は、ロシアのロックバンドである。

## 概要
セルゲイ・オメリニチェンコ、エフゲニー・ヴォロシュク、アレクセイ・ドビチン、エドムント・シュクリャルスキーによって1978年にソビエト連邦のレニングラードで結成。彼らの初期の曲のいくつかはポーランド語であった。
プログレッシブ・ロックなどの要素を取り入れた前衛的な演奏スタイルが特徴で、1980年代前半から2022年までに20枚以上のアルバムを発表するなど、40年以上活動しており、幅広い世代の人気を集めている。
2016年、ロシアによるクリミアの併合後にクリミア半島でライブを行ったことを理由に、ウクライナでのライブを禁止された。
2024年3月22日、クロッカス・シティ・ホールでのコンサート開始前にモスクワ郊外コンサート会場銃乱射事件が発生。コンサートは中止となり、公式サイトにメッセージが掲載された。

## メンバー
現在のメンバー
- エドムント・シュクリャルスキー - ボーカル、ギター、キーボード (1978-1979, 1981-)
- レオニード・キルノス - ドラム、パーカッション (1982-1984, 1987-)
- マラト・コルチェマニ - バック・ボーカル、ベース (2003-)
- スタニスラフ・シュクリャルスキー - キーボード (2007-)、セルゲイ・ヴォロニン (1984-2006) に代わって加入。

過去のメンバー
- アレクセイ・ドビチン - ボーカル (1978-1983)
- エフゲニー・ヴォロシチュク - ベース (1978-1984, 1985)
- セルゲイ・オメリニチェンコ - ギター、ボーカル (1978-1981)
- ニコライ・ミハイロフ - フルート、サクソフォーン (1978-1981)
- アレクサンダー・マツコフ - ドラム (1978)
- アレクサンダー・コンドラスキン - ドラム (1978-1979, 1980)
- ユーリ・ダニロフ - フルート、クラリネット (1979-1981)
- アレクサンダー・エフセーフ - ドラム (1979)
- ニコライ・コルジニン - ドラム (1979-1980)
- ピーター・トロシチェンコフ - ドラム (1980-1981)
- パベル・コンドラテンコ - キーボード (1980)
- アレクセイ・マルコフ - キーボード (1980)
- ミハイル・パナエフ - ボーカル (1980-1981)
- アレクサンダー・サヴェリエフ - ギター、エンジニア (1981-1990)
- シャリフジャン・アブドゥロフ - ドラム (1981)
- アリ・バフティヤロフ - ドラム (1981-1983)
- ヴィクトル・モロゾフ - ドラム (1982)
- ワディム・レバニゼ - キーボード (1983)
- セルゲイ・シェペル - ギター (1983)
- ウラジミール・シゾフ - ベース (1984、1989-1990)
- ヴィクトル・セルゲイエフ - キーボード (1984)
- セルゲイ・ヴォロニン - キーボード (1984, 1986-2006)
- アレクサンダー・フェドロフ - ドラム (1984)
- ヴィクトル・エフセーエフ - ベース、バック・ボーカル (1985-1988、1990-1996)、キーボード (2007)[6]
- ユーリ・クリュチャンツェフ - キーボード、サクソフォーン、パーカッション (1986-1988, 1990-1996)
- ワディム・ポノマレフ - ドラム (1986-1987)
- アンドレイ・メルチャンスキー - ギター (1990-1994)
- アレクサンダー・ロキン - ベース、バック・ボーカル (1996-1999)
- スヴャトスラフ・オブラスツォフ - ベース、バック・ボーカル (1999-2003)[7]

## ディスコグラフィー
- Dym (1982) (lit.  Smoke, Rus. Дым)[8]
- Tanetz Volka (1984) (Wolf's Dance, Танец волка)[8]
- Iyeroglif (1986) (Hieroglyph, Иероглиф)
- Rodom Niotkuda (1988) (Born Nowhere, Родом ниоткуда)
- Kharakiri (1991) (Харакири)[9]
- Nemnogo Ognya (1994) (A Bit of Fire, Немного огня)
- Vampirskiye Pesni (1995) (Vampire Songs, Вампирские песни)
- Zhen-Shen (1996) (Ginseng, Жень-Шень)
- Steklo (1997) (Glass, Стекло)[10]
- Pit Electrichestvo (1998) (To Drink Electricity, Пить электричество)
- The Best (compilation) (1998)
- Egiptyanin (2001) (Egyptian, Египтянин)[11]
- Fioletovo-Cherny (2001) (compilation) (Violet and Black, Фиолетово-чёрный)
- Nastoyashchiye Dni 1982–1992 (compilation) (2002) (Actual Days, Настоящие дни)
- Smutniye Dni 1992–2002 (compilation) (2002) (Days Obscure, Смутные дни)
- Chuzhoy (2002) (Alien, Чужой)
- Govorit i Pokazyvayet (2003) (Tells and Shows, Говорит и показывает)
- Tribute (Piknik songs performed by other artists) (2003) (Трибьют)[12]
- Ten Vampira (with Vadim Samoylov from Agatha Christie) (2004) (Shadow of Vampire, Тень вампира)
- Korolevstvo Krivykh (2005) (Kingdom of the Crooked, Королевство кривых)
- Novoyegipetskiye Pesni (remixes of old songs) (2005) (New-Egyptian Songs, Новоегипетские песни)
- Mrakobesiye i Dzhazz (2007) (Obscurantism and Jazz, Мракобесие и джаз)[13]
- Zhelezniye Mantry (2008) (Iron Mantras, Железные мантры)
- Teatr Absurda (2010) (Theatre of Absurd, Театр абсурда)[14]
- Tri Sudby (2011) (The Three Fates, Три судьбы)
- Pevets Dekadansa (2012) (The Chanter of Decadence, Певец декаданса)[15]
- Chuzhestranets (2014) (Stranger, Чужестранец)[16]
- Iskri i Kankan (2017) (Sparks and Cancan, Искры и канкан)[17][18]
- V rukax velikana (2019) (In the hands of giant, В руках великана)
- Veselyi i zloi (2022) (Cheerful and evil, Весёлый и злой)[19]